# 2591 Dworetsky
2591 Dworetsky eller 1949 PS är en asteroid i huvudbältet, som upptäcktes 2 augusti 1949 av den tyske astronomen Karl Wilhelm Reinmuth i Heidelberg. Den har fått sitt namn efter den brittiske astronomen Michael Dworetsky, efter ett förslag från Conrad Bardwell.
Asteroiden har en diameter på ungefär 12 kilometer och den tillhör asteroidgruppen Koronis.